# IGZ – Interessenverband Deutscher Zeitarbeitsunternehmen

Vereinslogo

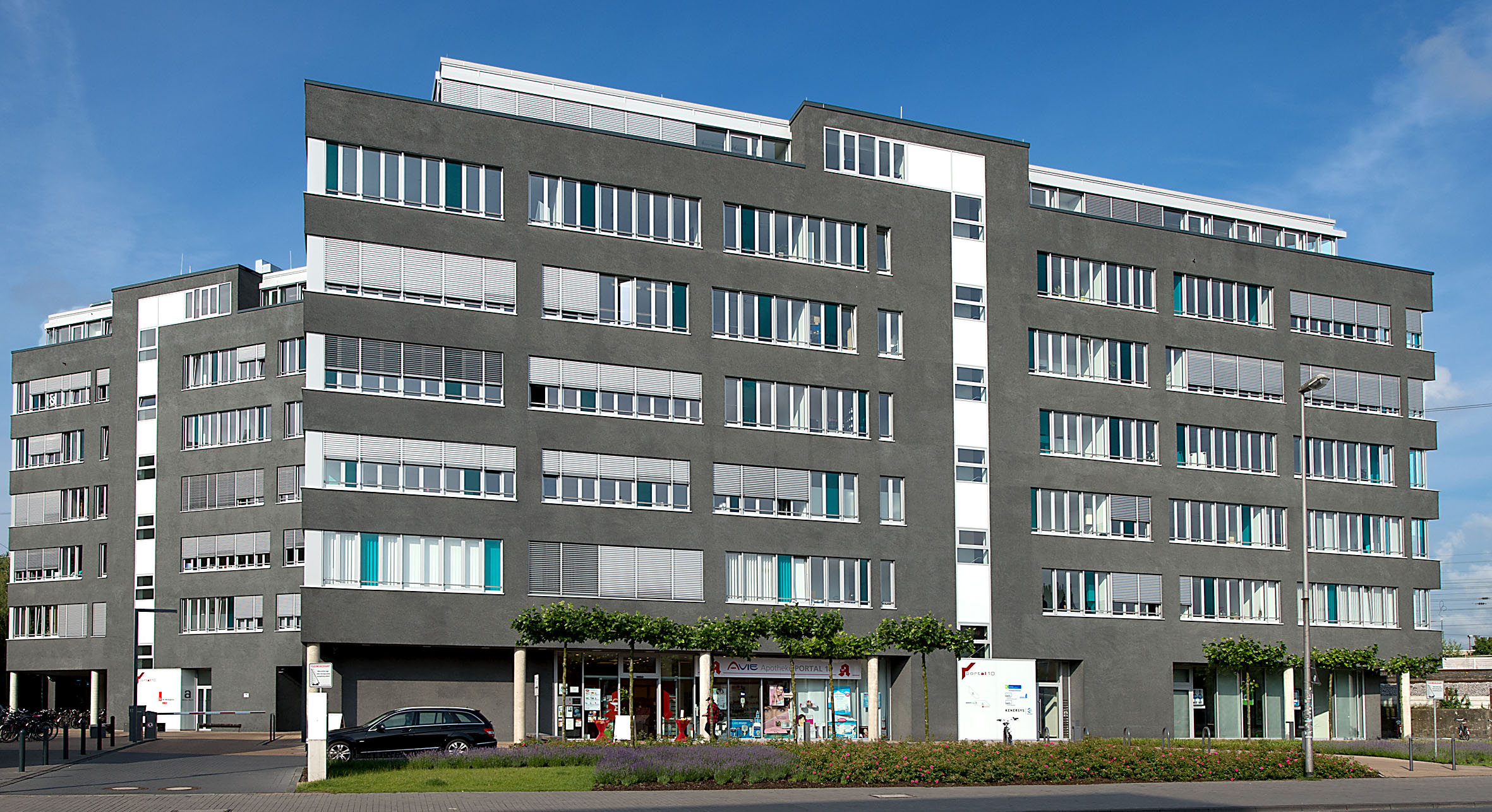
PortAL10-Münster

Der iGZ – Interessenverband Deutscher Zeitarbeitsunternehmen e. V. war ein Arbeitgeberverband der deutschen Zeitarbeitsunternehmen und wurde 1998 in Münster gegründet. Im Dezember 2023 fusionierte der Verband mit dem Bundesarbeitgeberverband der Personaldienstleister (BAP) zum Gesamtverband der Personaldienstleister.
Er vertrat als mitgliederstärkster Arbeitgeberverband der Zeitarbeitsbranche die Interessen von über 3.800 Mitgliedsunternehmen.
Vorsitzender war seit April 2017 Christian Baumann. Neben der Bundesgeschäftsstelle in Münster war der Verband mit einem Hauptstadtbüro in Berlin vertreten. Der Verband schloss erstmals 2004 mit der Tarifgemeinschaft Zeitarbeit der Einzelgewerkschaften beim Deutschen Gewerkschaftsbund  ein Tarifwerk für die Zeitarbeit ab.